# S&W Modelo 500

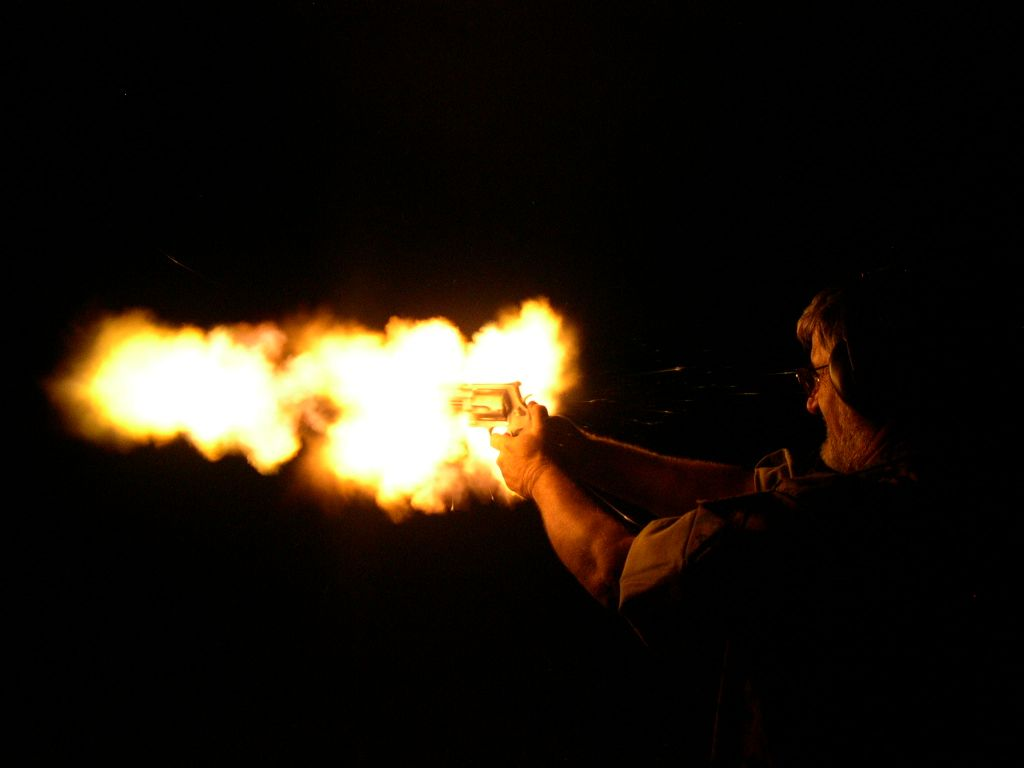
Disparando un S&W Modelo 500 de noche.

El Smith & Wesson Modelo 500 es un revólver de doble acción, gran calibre y cinco disparos producido por Smith & Wesson. Emplea el cartucho .500 S&W Magnum, con una bala de 12,7 mm.

## Descripción
Está hecho con el armazón más grande de Smith & Wesson, el "X", que fue desarrollado porque ninguno de los armazones de Smith & Wesson existentes podían resistir la velocidad de boca y las presiones generadas por el cartucho .500 S&W Magnum. Hoy en día es el revólver de serie más potente del mundo, siendo publicitado por su fabricante como "el arma corta más potente del mundo". Existen unos cuantos revólveres de gran tamaño, como el revólver Pfeifer Zeliska .600 Nitro Express; sin embargo ninguno de ellos es de "serie". El Modelo 500 puede disparar una bala de 22,7 g (350 granos; 0,8 onzas) a 602 m/s (1975 pies/segundo), generando una energía en boca de más de 4,1 kJ.
Hay variados artículos, afirmaciones y opiniones sobre esta arma. Las balas de cualquier peso disponibles pueden abatir piezas a más de 183 m (200 yardas), un logro igualado solamente por unas cuantas armas cortas.[cita requerida] Su avanzado diseño le ayuda a contrarrestar el retroceso que siente el tirador. Esto incluye el peso del arma, el empleo de cachas de caucho, el contrapeso frontal y el empleo de un compensador. En ciertos modelos S&W Performance Center, el compensador es reemplazado por un freno de boca.
Al igual que otras armas cortas de grueso calibre, el Modelo 500 es apto para tiro al blanco y cacería. La alta energía de sus cartuchos hace que sea posible cazar con éxito grandes piezas africanas.
Como con cualquier otra arma, se necesita una adecuada supervisión de los tiradores principiantes; sin embargo, debido a su muy alto retroceso, los tiradores principiantes deben ser especialmente guiados mientras disparan esta arma. Otro peligro son los gases generados que escapan del tambor, que pueden representar un riesgo de heridas para un tirador que use un agarre inadecuado, como quedó demostrado en un episodio de la serie MythBusters del Discovery Channel.

## Variantes
- Modelo 500ES: Revólver de supervivencia en acero inoxidable, con un cañón de 69,8 mm.[7] (ya no está disponible desde diciembre de 2009)
- Modelo 500: En acero inoxidable, con cañón de 101,6 mm.[8]
- Modelo 500: En acero inoxidable, con cañón perforado de 165 mm y resalte inferior acortado.
- Modelo 500: En acero inoxidable, con cañón de 241,3 mm y compensador estándar.[3]
- Modelo 500 HIVIZ: En acero inoxidable, con cañón de 241,3 mm y compensador intercambiable.[9]
- Modelo 500: En acero inoxidable mate, con cañón de fusil alemán Lothar-Walther de 245 mm.[10]
- Modelo 460: Versión que emplea el cartucho .460 S&W Magnum.

Otras variantes están disponibles a través del Performance Center de Smith & Wesson. Como todos los revólveres Smith & Wesson, están disponibles otras variantes "a pedido" en series de producción limitada con una orden mínima de 500 unidades. Un ejemplo es el John Ross performance center 5", que tiene un cañón de 127 mm con su boca roscada y un punto de mira en cola de milano.

## Galería

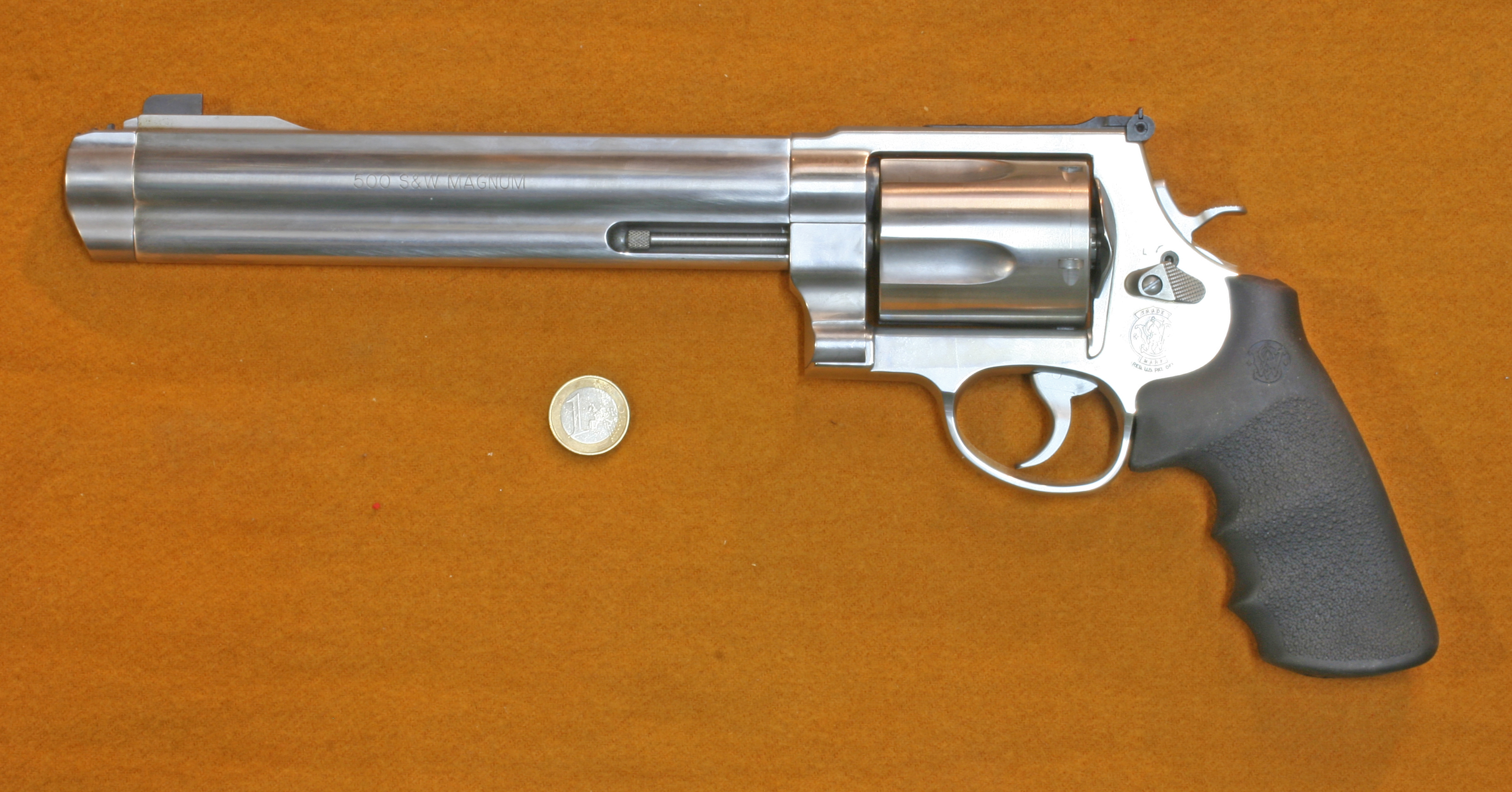
Un S&W Modelo 500 junto a una moneda de 1 euro.
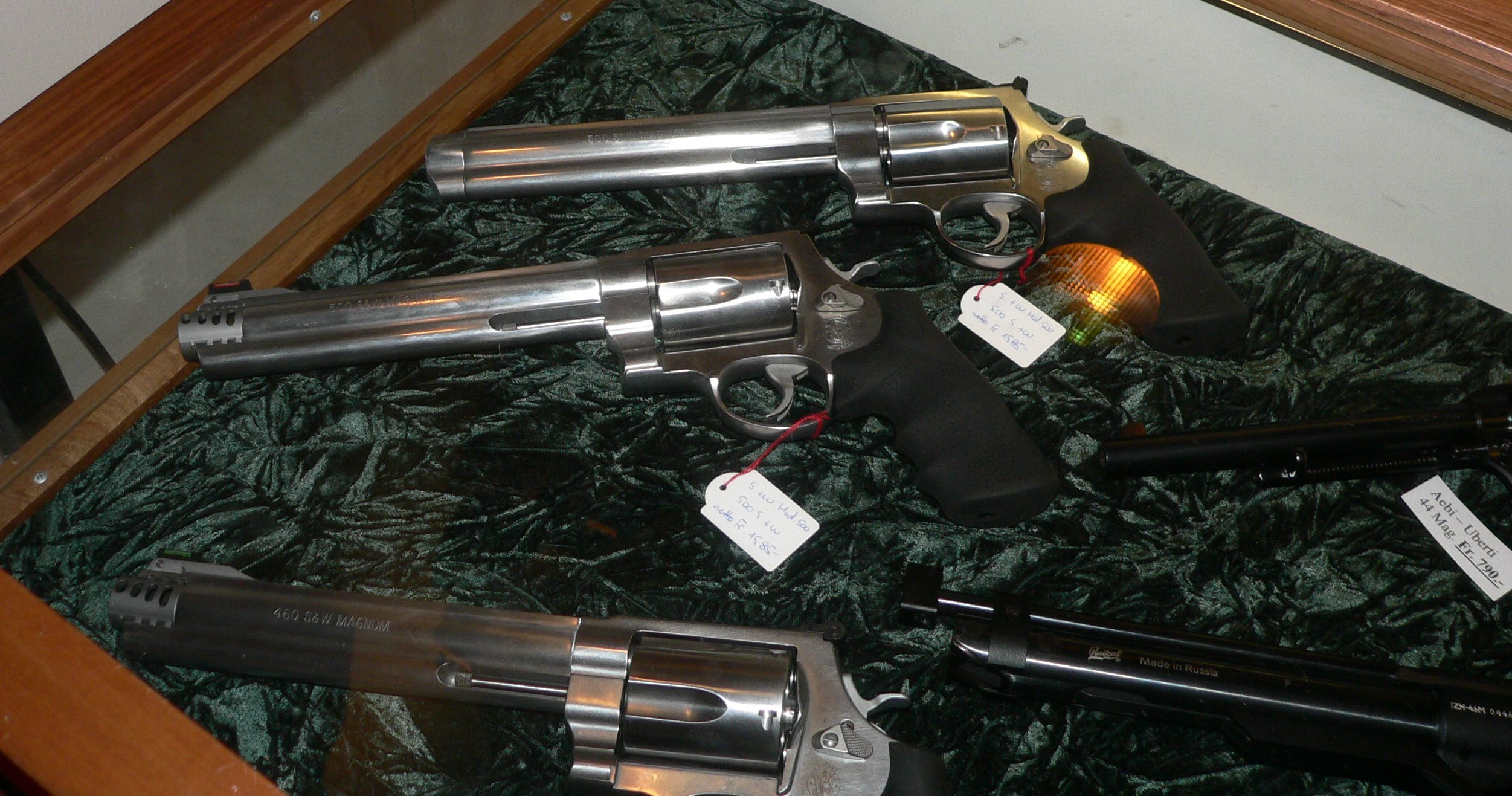
Dos S&W Modelo 500.
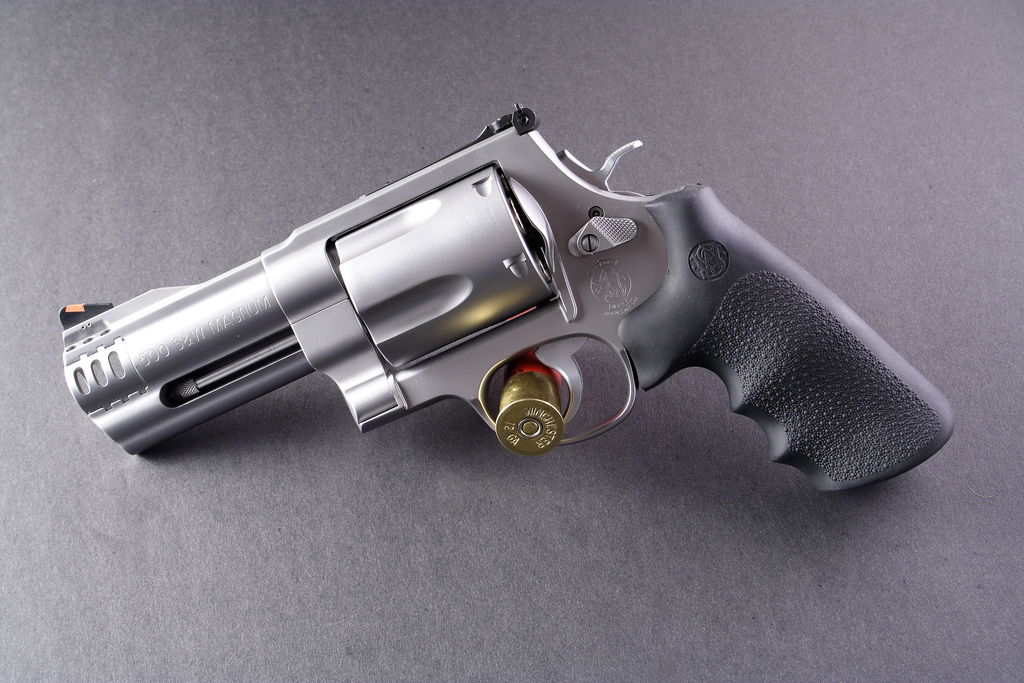
Un S&W Modelo 500 con cañón corto.
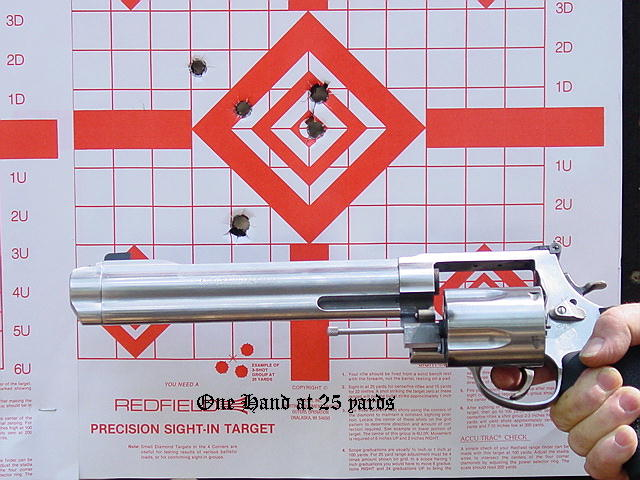
Agrupación de disparos hechos con un S&W Modelo 500.
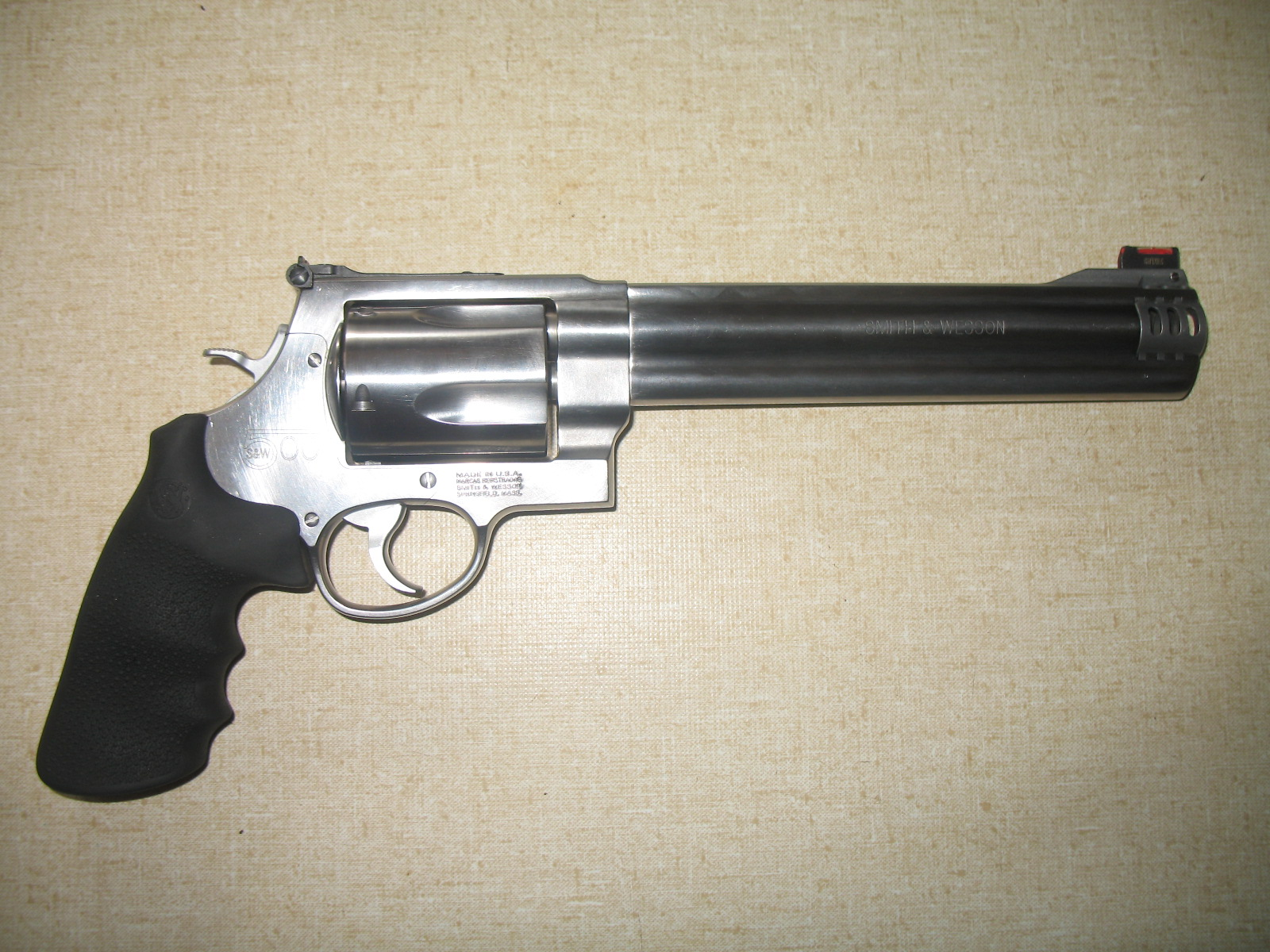
S&W Modelo 500.
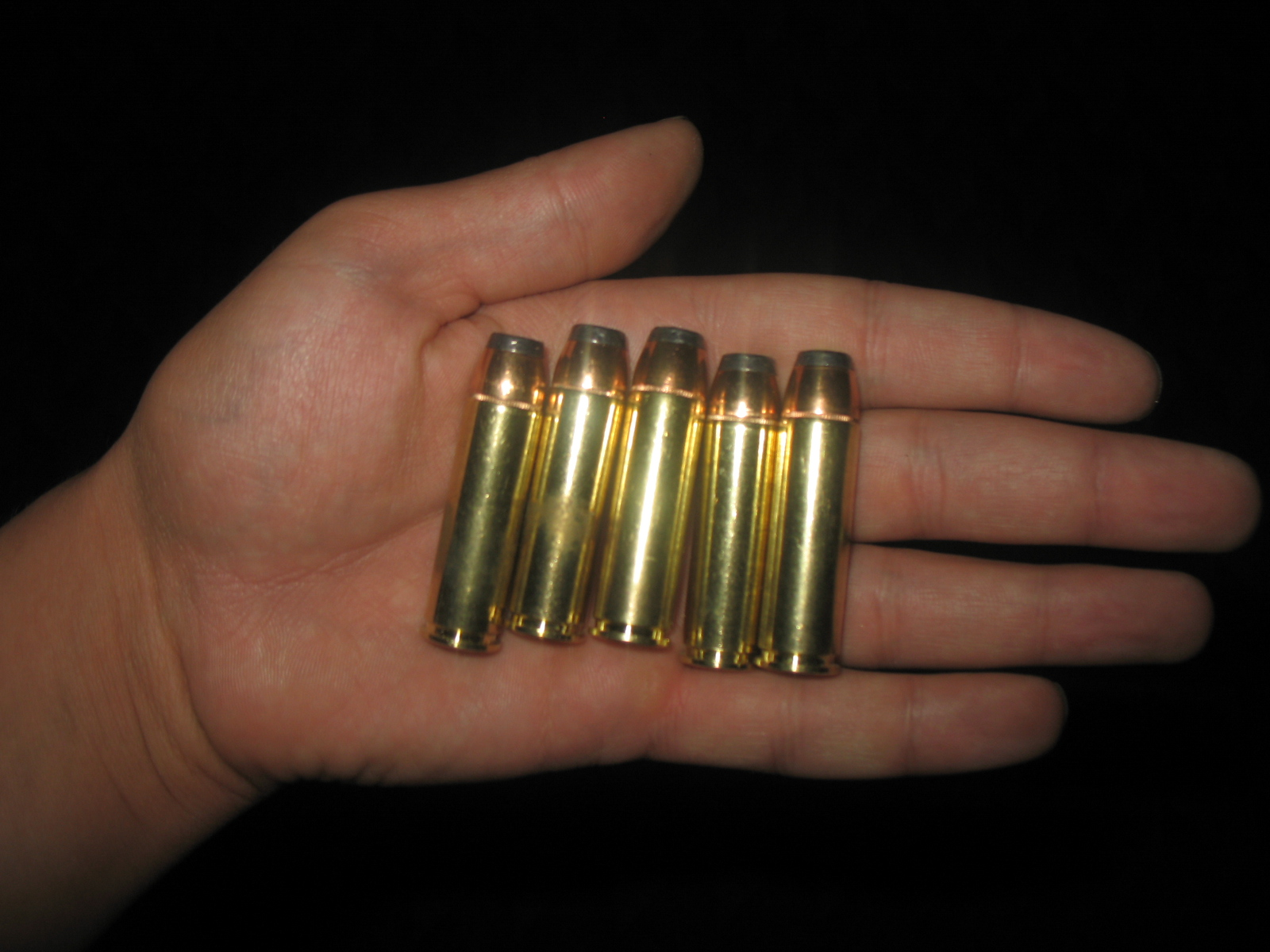
Cinco cartuchos .500 S&W Magnum.